# Erica fastigiata
Erica fastigiata är en ljungväxtart som beskrevs av Carl von Linné. Erica fastigiata ingår i släktet klockljungssläktet, och familjen ljungväxter.

## Underarter
Arten delas in i följande underarter:
- E. f. coventryana
- E. f. immaculata
- E. f. longituba